# トロヤン焼き
トロヤン焼き（英語: Troyan Pottery）はブルガリアの伝統的な陶器であり、ブルガリア北西部の町トロヤンに伝わる焼き物の総称。その起源は古く、紀元前にブルガリアに住んでいたとされるトラキア人の時代までさかのぼるとも言われている。現在のトロヤン焼きのスタイルが確立された19世紀前半であり、その後発展を続け、現在トロヤン焼きはトロヤンの町の代名詞ともなっている。トロヤン周辺特有の赤い粘土を使った極彩色の絵柄が特徴で、トロヤンにある陶器の専門学校から輩出された多くの職人の手により、伝統の技が引き継がれている。このためトロヤン市は、陶器生産地としても有名で、海外にも”トロヤン焼き”がひろく知られている。

## 歴史
トロヤン地方に住んでいたトラキア人は、古代ギリシア時代からろくろ使用することによって単純な水差し等を作成していたと言われている。その後、ローマの時代になりブルガリアに釉薬がもたらされたことにより、この地域における陶芸の技術が飛躍的に発達した。それからオスマン帝国の支配下にあった期間にも手工芸が発展を遂げ、現在のトロヤン焼きの技術・模様の基礎がほぼ完成したと言われる。２０世紀になって、もう一度クラフトの発展期があったことで、多くの洗練された陶芸家が生まれた。

## 特色
そのスタイルは、トラキアとスラブのデザインを基礎としている。
伝統的には村の女性によって絵付けが行われ、様々な個性あるデザインが施される。ろくろを使って同心円につけられた絵具に対し、竹串状の棒を使って直角に線を引くようにして、等間隔に色に変化を付けていくのが基本である。
その独特の模様は、孔雀や蝶々にも形容される。絵具を滴下させることによって描かれた点状の模様は、特にトロヤンスカ・カプカ（トロヤンの雫）と呼ばれ、特徴的な柄である。

## 観光資源として
現在、ブルガリアの土産店ではトロヤン焼きが欠かせないものとなっており、首都ソフィアにおいても、観光客用にトロヤン製の陶器が並べられ売られている。食事盛り付け用以外にも、裏に陶器作成時に作られた穴が開いているものがあり、紐を通して壁に飾る飾り皿もよく見られる。アトラクションとして、職人がろくろを使って造形する様を見に訪れるツアーも存在する。